# Бубу Траоре
Бубу Траоре (фр. Boubou Traore, нар. 3 травня 1989) — малійський футбольний арбітр.

## Кар'єра
Працював на таких міжнародних змаганнях:
- Молодіжний (U-20) кубок африканських націй 2019 (1 матч)
- Молодіжний (U-23) кубок африканських націй 2019 (2 матчі)
- Кубок африканських націй 2021